# Sigma Aurigae
Sigma Aurigae (σ Aurigae, förkortat Sigma Aur, σ  Aur) som är stjärnans Bayerbeteckning, är en visuell dubbelstjärna belägen i den mellersta delen av stjärnbilden Kusken. Den har en skenbar magnitud på 4,99 och är svagt synlig för blotta ögat där ljusföroreningar ej förekommer. Baserat på parallaxmätning inom Hipparcosuppdraget på ca 7,0 mas, beräknas den befinna sig på ett avstånd på ca 470 ljusår (ca 143 parsek) från solen.

## Egenskaper
Primärstjärnan Sigma Aurigae A är en orange till röd jättestjärna av spektralklass K4 III. Den har en radie som är ca 26 gånger större än solens och utsänder från dess fotosfär ca 430 gånger mera energi än solen vid en effektiv temperatur på ca 4 080 K.
Sigma Aurigae A har en följeslagare av magnitud 11,2 separerad med 8,7 bågsekunder.